# 宇都宮家式条
宇都宮家式条（うつのみやけしきじょう）とは、下野国宇都宮社家で、鎌倉幕府の御家人でもあった下野宇都宮氏の第7代当主宇都宮景綱が1283年（弘安6年）に定めた家法で、制定年号から宇都宮家弘安式条や単に弘安式条などとも呼ばれる。

## 概要
宇都宮家式条は比較的よく整った最古の武家（社家）家法で全70カ条から成る。鎌倉幕府が1232年（貞永元年）に定めた最古の武家法である御成敗式目の下部の成文法と考えられている。同時代の同類の法規として、相模国の御家人であった大友氏（大友頼泰か）が1242年（仁治3年）に定めた新御成敗状(44カ条)や、筑前国宗像大社社家の宗像氏盛が1313年（正和2年）に定めた宗像氏事書（13カ条）などがある。
宇都宮家式条の冒頭には「式条　私に定め置く条々　弘安六年癸羊」とあり、第一条から第七十条まで、訴訟や裁決、社務、一族郎党に関する規定などを書き記している。下野宇都宮氏は代々宇都宮二荒山神社の社務職であったことから、当神社の社務に係る条文が数多く見られるのが特徴であり、その占める割合は全体の1/3以上である。
本文書の歴史的評価は、ことの真贋や策定時期の疑念に至るまで諸説あり、評価を決定付ける明確な根拠も無いため、史料としての位置付けは定まっていない。

## 内容
社寺規定24カ条、裁決規定2カ条、訴訟規定10カ条、幕府関係3カ条、一族郎党関係31カ条の計70カ条により構成される。主な内容は以下のとおり。
表題 ： 式条
私に定め置く条々　弘安六年癸羊
- 宇都宮二荒山神社を修理すること
- 神宮寺、尾羽寺、往生院善峯堂、堂塔庵室等を修理すべきこと
- 宇都宮二荒山神社の5月、6月の祭で行われる流鏑馬のこと
- 社頭狼藉のこと
- 官途、縛奕を禁ずること
- 人身売買を禁ずること
- 道路、橋の修理と架設のこと
- 奢侈（過度のぜいたく）を禁ずること
- 田畑の売買について
- 利銭（金貸業）について
- 質入れについて
- 領内の市での迎え買いを禁ずること
- 市での押し買いを禁ずること
- 宿泊に関すること
- 所領の譲与、処分について
- 宮仕えする下部達自身が市で商いすること
- 下部等が郷に入って狼藉することを禁ずること
- 宇都宮城城下に関すること